# 89 Dywizja Strzelecka (ZSRR)
89 Dywizja Strzelecka (ros. 89-րդ հրաձգային դիվիզիա) – związek taktyczny (dywizja) Armii Czerwonej, formacja narodowa Ormian.

## Historia i szlak bojowy
Sformowana w 1941 w Erywaniu, w związku z niemiecką agresją na ZSRR. Składała się z żołnierzy z Armenii, głównie etnicznych Ormian. W 89 DS służyli m.in. bohaterowie: Hunan Awetisjan, Ajdin Arutiunian, Grant Babajan, Harutiun Mykyrtczian .
Szlak bojowy: Noworosyjsk, Kercz, Sewastopol, Brześć, Łódź, Berlin.
Ormianie z 89 DS brali udział w zdobyciu Berlina, walcząc na ulicach dzielnic Wedding  i Berlin-Mitte. Zaprezentowali ormiański taniec koczari pod murami zdobytego Reichstagu. Wojnę zakończyli nad Łabą.

## Skład dywizji[5]
- 390 Pułk Strzelecki (ros. стрелковый полк)
- 400 Pułk Strzelecki
- 526 Pułk Strzelecki
- 531 Pułk Artylerii
- 154 Samodzielny Batalion Przeciwpancerny
- batalion saperów
- kompania zwiadu

## Dowódcy[1]
- płk Simo'n Zakjan (15.12.1941 – 09.02.1942),
- płk Andranik Sarkisjan (23.03.1942 – 01.11.1942),
- płk Artaszes Wasiljan (11.05.1942 – 02.10.1943)
- płk (od grudnia 1943 generał-major)  Nwer Safarian (19.02.1943 – 09.05.1945)
- generał-major Hajk Martirosjan (1946–1951)